# Aspidogyne fimbrillaris
Aspidogyne fimbrillaris là một loài thực vật có hoa trong họ Lan. Loài này được (B.S.Williams) Garay mô tả khoa học đầu tiên năm 1977.